# Цешин
Це́шин (пол. Cieszyn, сил. Ćeszyn, чеш. Těšín, нем. Teschen) — город на юге Польши, на границе с Чехией, центр Цешинского повята Силезского воеводства.
Имеет статус городской гмины. Площадь — 28,61 км², население — 34 778 чел. (2018). Расположен на правом берегу реки Олше (Olza, Olše), которая отделяет его от чешского города Чески-Тешин. До 1920 года польская и чешская части составляли один город —Тешин.

## История
В июле 1920 года на международной конференции в Спа (Бельгия) было принято решение о разделе Тешинской Силезии между Польшей и Чехословакией. Отошедшая Чехословакии часть города на левом берегу реки Олше стала называться Чески-Тешин (Český Těšín), а отошедшая Польше часть города на правом берегу стала называться Цешин (Cieszyn).

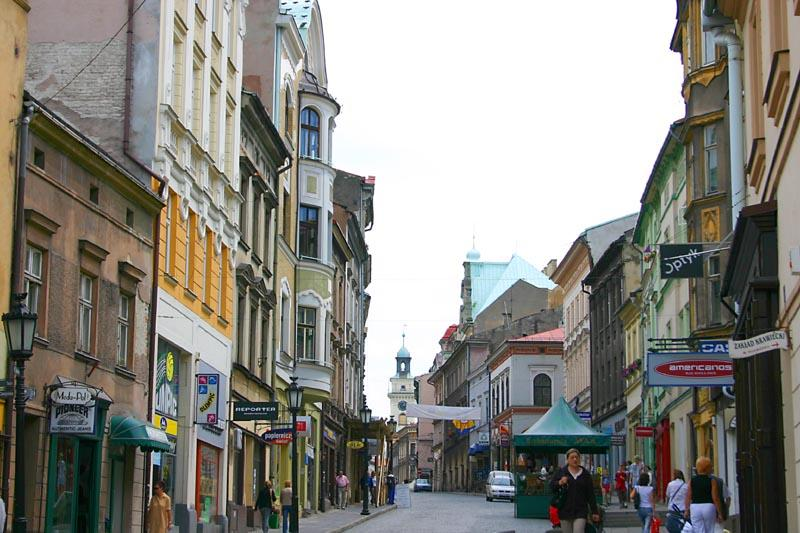
ул. Глубокая (ul. Głęboka)

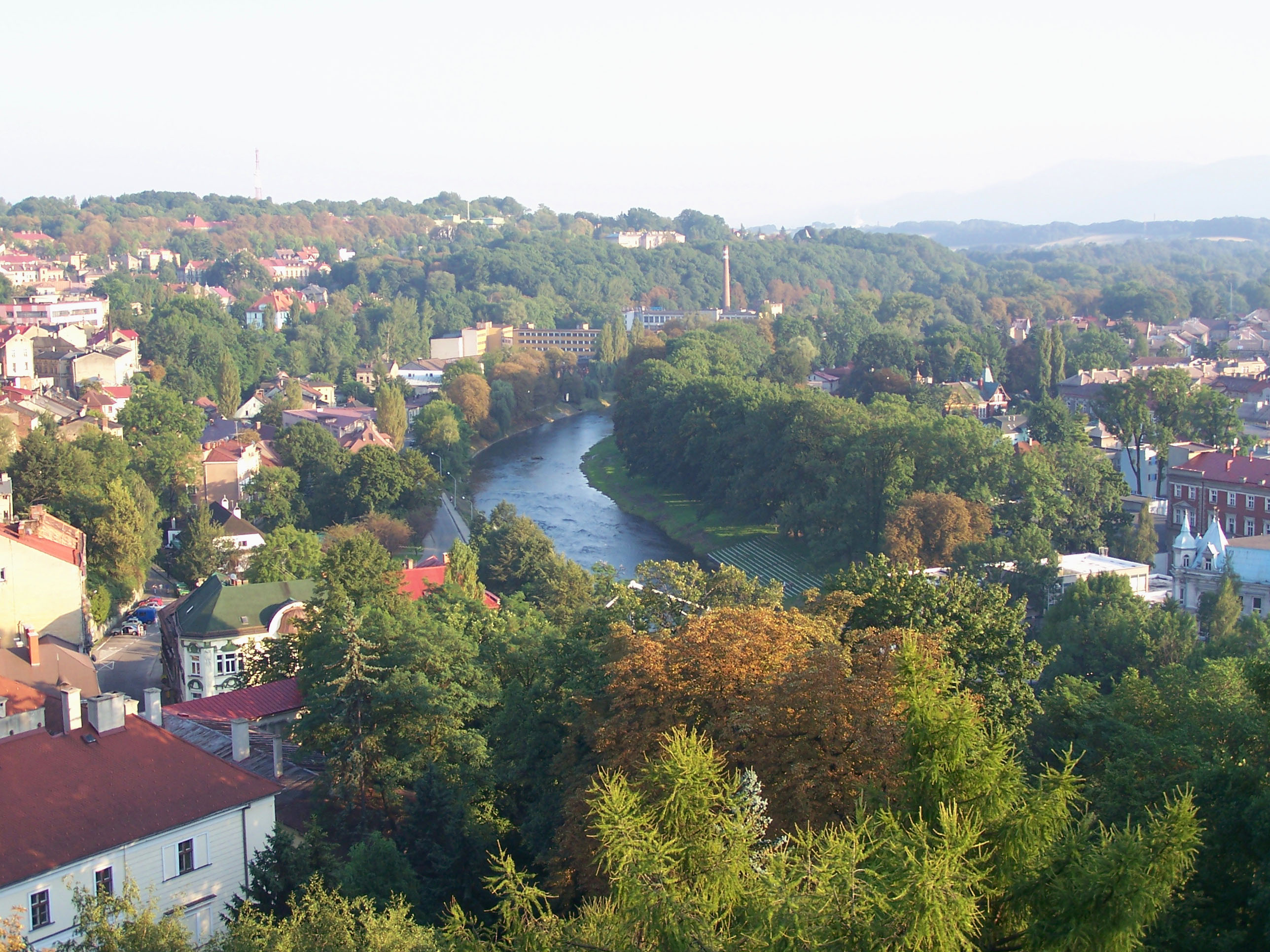
Вид на Ользу, чешскую (справа) и польскую (слева) части города

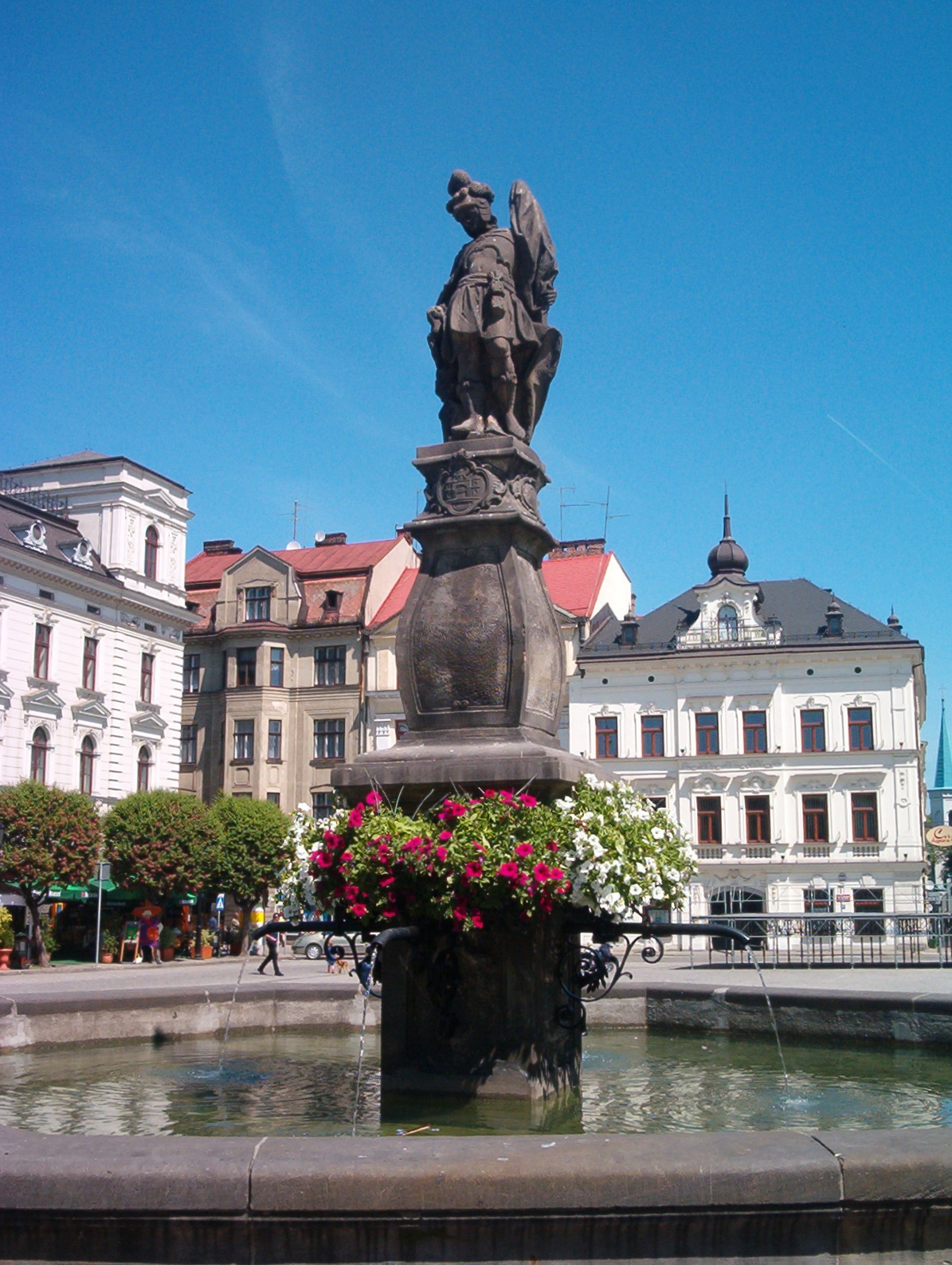
Фигура Св. Флориана на Рыночной площади

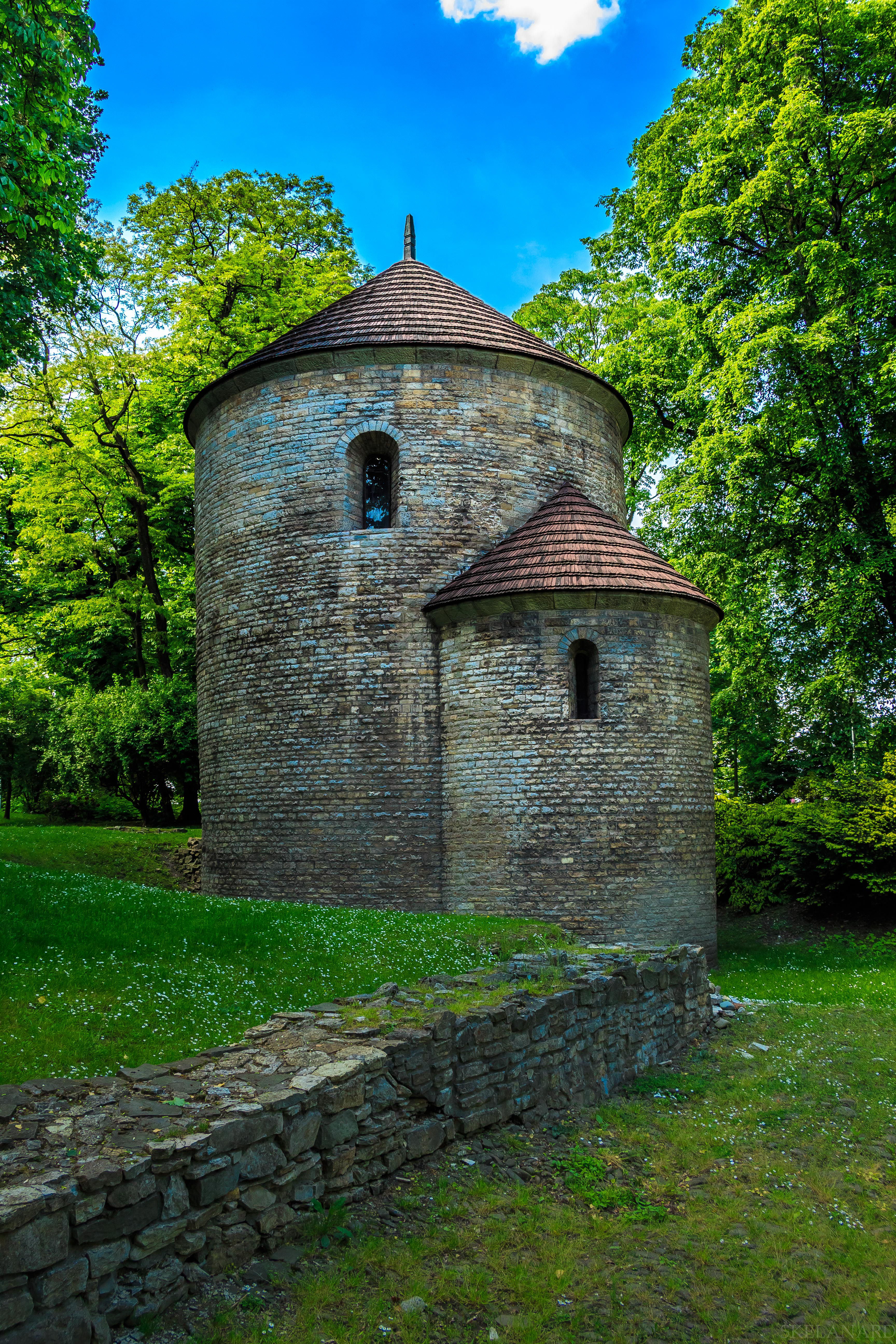
Ротонда св. Николая, XI век

## Известные уроженцы
- Блахович, Ян (род. 1983) — польский спортсмен по смешанным боевым искусствам, чемпион KSW[англ.], чемпион UFC в полутяжёлом весе.
- Кусый, Тадеуш Збигнев (1951—2024), католический прелат, епископ Кага-Бандоро.
- Пайпс, Ричард (1923—2018) — американский историк и политолог.
- Трановский, Юрай (1592—1637) — пастор, поэт, один из наиболее ярких представителей словацкого литературного барокко.
- Уль, Фридрих (1825—1906) — австрийский писатель, журналист, издатель.

## Города-побратимы
- Балчик (Болгария) с 06/2006[7]
- Камбре (Франция) с 11/2012
- Чески-Тешин (Чехия) с 06/1996
- Генк (Бельгия) с 12/1991
- Пуцк (Польша) с 05/2002
- Рожнява (Словакия) с 06/2001
- Теува (Финляндия) с 06/2000